# 한방건강TV
한방건강TV는 대한민국 유일의 한방 전문 채널이었다. 2003년 방송채널 사업자로 등록하여 현인위성방송으로 시작하였으며 2004년 스카이라이프에서 송출을 시작하여 2015년에 폐국했다.

## 연혁
- 2003년 6월 17일 : (주)현인위성방송 법인 설립
- 2003년 7월 23일 : "한방건강TV"로 방송위원회 방송사업자 등록
- 2004년 1월 30일 : 스카이라이프와 계약. 채널번호 556번 부여
- 2004년 2월 16일 : 스카이라이프 시험방송 시작
- 2004년 3월 1일 : 한방건강TV 개국
- 2005년 8월 1일 : "한방건강TV(주)"로 법인명 변경
- 2005년 8월 6일 : 한방대표채널 선포식
- 2008년 11월 17일 : IPTV "KT (메가TV)" 진입
- 2009년 4월 1일 : IPTV "SK브로드밴드(브로드앤TV)" 진입
- 2009년 : IPTV "LG myLGtv" 진입
- 2011년 : 스마트폰 앱 "에브리온TV" 방송
- 2015년 11월 23일 : 한방건강TV 폐국
- 2015년 11월 30일 WBS원음방송TV개국

## 주요 프로그램
- 한방주치의 365
- 한성주 양혜승의 한방문화센터
- 봉두완의 의료계 진단
- 다큐 특선 재밌는 한방 이야기
- TV 동의보감
- 출동! 한방클리닉
- 현장 한방매거진
- 사랑의 진맥
- 이색한방 전문한방
- 제시카의 원포인트 요가
- 지금은 웰빙시대
- 좋은 사람 좋은 만남
- 녹색자원, 약초를 확보하라
- 1㎛의 비밀, 미생물도 자원이다
- 아토피와의 사투
- TV명의특강
- 100세 장수의 조건, 행복한 성
- 열린 강좌 한방 명의특강
- 한방건강쇼! 생긴대로 병이온다
- TV로 만나는 한방주치의
- 라이프 매거진
- 일상을 여행처럼
- 아주 특별한 여행
- 양한방협진 건강상담
- 건강100세 TV한방주치의
- 몸건강 마음건강
- TV 한방명의
- 음식 동의보감
- 생활 & 건강 체조
- 한방건강매거진
- 진시황도 몰랐던 100세 건강비법
- 윤세원의 음악여행
- 치유의 손길, 사랑의 나눔
- 동의보감 읽어주는 남자
- 한방TV 웰빙스튜디오
- 자연을 담은 착한 밥상
- 풍류
- 아름다운 정원